# Selamet II Giray
Selamet II Giray est un khan de Crimée ayant régné de 1740 à 1743.

## Origine
Selamet II Giray est le dernier fils de Sélim Ier Hadji Giray qui accède au khanat.

## Règne
Selamet II Giray est d'abord qalgha de son frère Mengli II Giray avant d'être nommé khan par les ottomans en janvier 1740, après la mort de ce dernier à la fin de l'année précédente.
Selamet II nomme Azemet Giray puis en 1742 son neveu Sélim Giray comme qalgha et Toktamisk Giray comme nureddin. Pendant son règne, il s'emploie à reconstruire le palais et la mosquée de Bakhtchyssaraï, détruits par les Russes lors du récent conflit. Il est destitué en novembre 1743 à la suite d'un plainte du gouvernement russe qui lui reproche sa lenteur à libérer les prisonniers de guerre, et remplacé par son neveu Sélim II Giray, fils de Qaplan Ier Giray.

## Postérité
Selamet II Giray est le père de :
- Maqsud Giray.